# Warner Park Sporting Complex
Der Warner Park Sporting Complex ist eine Sportanlage in Basseterre auf der Antilleninsel St. Kitts des Inselstaates St. Kitts und Nevis.

## Baukosten
Zu den Baukosten von insgesamt 12 Mio. US-Dollar trug Taiwan 2,74 Mio. US-Dollar bei. Die Kosten entfielen zu gleichen Teilen auf den Cricket- und auf den Fußballteil.

## Sportanlagen

### Cricket

#### Internationales Cricket
Im östlichen Teil des Komplexes, dem Warner Park Stadium, werden Cricket-Partien ausgetragen. Es gibt dort 4.000 Sitzplätze. Für größere Veranstaltungen kann das Angebot bis auf 10.000 Plätze ausgeweitet werden. Das erste Match im Warner Park trugen die Westindies und Indien aus. Am 23. Mai 2006 trafen sie in einem One-Day International aufeinander. Am 22. Juni 2006 folgte bei der gleichen Tour die erste Test-Cricket-Partie. Beim Cricket World Cup 2007 fanden im Warner Park sechs Vorrundenspiele statt.

#### Nationales Cricket
Das Stadion wird von den Leeward Islands seit 1962 in den Wettbewerben Regional Four Day Competition und WICB Cup genutzt.  
Seit 2015 trägt das Franchise St Kitts and Nevis Patriots in der Caribbean Premier League seine Heimatmatches aus.

### Fußball
Das Fußballstadion mit 3.500 Sitzplätzen liegt im westlichen Teil des Warner Parks.

### Weitere Sportanlagen
Im nördlichen Teil gibt es drei Tennisplätze, drei Plätze für Netball und Volleyball und ein Gelände für Karnevalsveranstaltungen. Zudem existiert dort die „Len Harris Cricket Academy“, die 1976 von dem St.-Kitts-Cricketspieler Len Harris (1934–2006) gegründet wurde.